# Nacionalismo (mouvement politique argentin)
Ne doit pas être confondu avec Nationalisme argentin.

Drapeau des Nacionalistas. Les couleurs représentent les couleurs nationales de l'Argentine tandis que la croix représente le christianisme.

Nacionalismo est un mouvement nationaliste d'extrême droite argentin qui, vers 1910, est né de la position traditionaliste, fondée sur la nostalgie des relations économiques féodales et d'un ordre social plus organique. Il est devenu une force significative dans la politique argentine à partir des années 1930. Le nacionalismo était généralement centré sur le soutien de l'ordre, la hiérarchie, le corporatisme, le catholicisme militant, le soutien des domaines fonciers, combinés à la haine du libéralisme, du gauchisme, de la franc-maçonnerie, du féminisme, des juifs et des étrangers. Elle dénonçait le libéralisme et la démocratie comme prélude au communisme. Le mouvement arborait également l'irrédentisme, déclarant son intention d'annexer l'Uruguay, le Paraguay, le Chili et certaines régions du sud et de l'est de la Bolivie.
Le nacionalismo a été fortement influencé par le maurrassisme et le cléricalisme espagnol ainsi que par le fascisme italien et le nazisme. Après le coup d'État argentin de 1930, les nationalistes ont fermement soutenu l'enracinement d'un État corporatiste autoritaire dirigé par un chef militaire. Les nacionalistas ont souvent refusé de prendre part aux élections en raison de leur opposition aux élections en tant que dérivées du libéralisme. Ses membres étaient des écrivains, des journalistes, quelques politiciens et de nombreux colonels et autres officiers subalternes; ces derniers ont largement soutenu les nacionalistas car, pendant la plus grande partie de leur existence, ils ont vu dans l'armée le seul sauveur politique potentiel du pays.

## Idéologie
Le Nacionalismo a soutenu un « retour à la tradition, aux sentiments authentiquement argentins, ... à la réintégration de la nation avec ces valeurs essentielles ». Ces valeurs essentielles incluaient le catholicisme romain, affirmant que, pour l'Église, « la nation devrait être lié comme le corps à l'âme ». Le nacionalisme s'est opposé à l'éducation laïque, l'accusant d'être un « laïcisme maçonnique » et a soutenu le contrôle clérical de l'éducation.
Le nacionalisme a fondé sa double politique d’opposition au libéralisme et au socialisme et à la promotion de la justice sociale sur les encycliques papales de 1891 (Rerum novarum) et de 1931 (Quadragesimo anno). Le Nacionalismo a soutenu l'amélioration des relations entre les classes sociales afin de réaliser l'idéal catholique d'une société organique harmonieuse.

## Histoire
Au milieu des années 1930, les nationalistes déclarèrent leur préoccupation pour la classe ouvrière et soutenaient la réforme sociale. Le journal La Voz Nacionalista déclarait: « Le manque d'équité, de protection sociale, de justice sociale, d'humanité a fait du prolétariat un bête de somme ... incapable de profiter de la vie ou des avancées de la civilisation ». À la fin des années 1930, alors que le développement industriel du pays augmentait, les Nacionalistas prônèrent une politique de redistribution progressive des revenus afin de permettre aux salariés de disposer de plus d’argent, leur permettant ainsi d’investir, d’élargir l’économie et d’accroître la croissance industrielle.
Dans les années 1940, les Nacionalistas sont passés d'un groupe marginal à une force politique substantielle en Argentine. Dans les années 1940, les nationalistes ont insisté sur la nécessité d'une souveraineté économique, d'une plus grande industrialisation et de la reprise d'entreprises étrangères. Dans les années 1940, les Nacionalistas étaient effectivement dirigés par la clique militaire connue sous le nom de Grupo de Oficiales Unidos (GOU). Le GOU était très méfiant vis-à-vis de la menace du communisme et, avec les nationalistes, a soutenu la révolution de 1943.
Les nationalistes ont pris le contrôle de la junte du président Pedro Pablo Ramírez en octobre 1943, modifiant la politique étrangère de l'Argentine en refusant toute discussion avec les États-Unis sur la question de la rupture des relations entre l'Argentine et les puissances de l'Axe. Le gouvernement des États-Unis a réagi en gelant les avoirs des banques argentines dans leur pays. Au pouvoir, les nationalistes poursuivirent une politique de justice sociale en soutenant la nomination de Juan Perón (qui devint plus tard président de l'Argentine) à la tête du département du Travail le 28 octobre 1943. Perón a déclaré que le gouvernement nationaliste était engagé dans une révolution qui conserverait la richesse nationale en Argentine, donnerait sa cotisation aux travailleurs, améliorerait le niveau de vie sans provoquer de lutte des classes et attaquerait le communisme et le capitalisme international.
Face à la pression des États-Unis pour que l'Argentine dissolve ses relations avec les puissances de l'Axe, le président Ramírez céda le 26 janvier 1944 ; les Nacionalistas protestèrent contre cette action et Ramírez interdisant toutes les organisations nationalistes en février. Les ministres du cabinet nacionalista ont démissionné en signe de protestation et les Nacionalistas ont ensuite renversé Ramírez, conservant ainsi leur pouvoir au pouvoir.
En tant qu’idéologie, le Nacionalismo était militariste, autoritaire et sympathique à l’égard du caudillo moderne, que les nationalistes espéraient souvent ou réinterprétaient l’histoire. Dans cette optique, une grande partie du travail intellectuel de Nacionalismo a été la création du révisionnisme historique en tant que mouvement universitaire en Argentine. Les historiens nationalistes ont publié un certain nombre d'ouvrages mettant en cause le travail des historiens libéraux qui avaient forgé le récit historique dominant de l'Argentine et ont présenté le dictateur du XXe siècle, Juan Manuel de Rosas, comme le genre de dirigeant autoritaire bienveillant dont le pays avait encore besoin.
Bien que les nationalistes eux-mêmes n'aient jamais vraiment réussi à maintenir le pouvoir politique malgré la participation à une poignée de coups d'État réussis tout au long du XXe siècle (voir, par exemple, José Félix Uriburu). Cependant, leur héritage durable est double: premièrement, leur influence énorme sur le discours politique de l’Argentine contemporaine, où droite et gauche ont tous été fortement influencés par leur discours, en partie sous l’effet d’influences cléricales et militaires de seconde main, et en partie par l'adoption par Juan Perón de certaines de leurs idées et de leur langage.